# Marie Adolphe Carnot
Marie Adolphe Carnot  (Paris, 27 de janeiro de  1839 – Paris, 21 de junho de  1920) foi um químico, engenheiro de minas e político francês. Ele veio de uma família distinta: seu pai, Hippolyte Carnot, e irmão, Marie François Sadi Carnot, eram políticos, este último tornando-se presidente da terceira república francesa.

## Carreira
Em 1881 foi nomeado Engenheiro Chefe de Minas e, em 1894, foi nomeado Inspetor Geral de Minas. Tornou-se diretor da École des Mines em 1901, cargo que ocupou até 1907. Além do trabalho administrativo e do ensino e treinamento de muitos engenheiros, ele escreveu um tratado sobre a análise química de minerais (Traité d'analyse des substancias minérales, publicado em 1898) e prosseguiu a investigação. O minério de urânio carnotita é nomeado após ele. 
Ele também seguiu uma carreira política.